# Institution scolaire
Vous pouvez aider à l'améliorer ou bien discuter des problèmes sur sa page de discussion.
- Il peut contenir un travail inédit ou des déclarations non vérifiées. Vous pouvez l’améliorer en ajoutant des références. (Marqué depuis avril 2017)

Vous pouvez aider à l'améliorer ou bien discuter des problèmes sur sa page de discussion.
- Il adopte un point de vue régional ou culturel particulier et nécessite une internationalisation. (Marqué depuis septembre 2009)

Pour les articles homonymes, voir Institution.
Une institution scolaire est une structure sociale et politique destinée à l'éducation, dans le premier degré (écoles maternelle, écoles élémentaire, enfants handicapés) et le second degré (collèges, lycées). (En France). On peut insister soit - juridiquement - sur les lois, les coutumes, les organisations, soit - sociologiquement - sur les associations humaines, les croyances collectives, les pratiques instituées, les routines sociales, les rôles. Une institution a toujours une finalité et une stabilité.
Deux mots fusionnent en une expression : « institution », « école » (l'École). a) Qu'est-ce qu'une institution ? une forme ou une structure sociale établie par la loi ou la coutume, un ensemble socialement organisé où s'exercent les fonctions publiques, un système organisé et stable qui structure des activités sociales (par exemple l'enseignement, ou la justice, le travail…). b) Qu'est-ce que l'École ? l'institution qui se donne pour mission de transmettre les savoirs, d'éduquer aussi, et de favoriser l'insertion sociale ou même professionnelle. c) Qu'est-ce que l'Institution scolaire ? au sens étroit, le système éducatif. d) Qu'est-ce qu'une institution scolaire, du moins en France ? une organisation sociale, relevant souvent du droit public, et qui vise l'éducation, l'instruction, la formation (initiale, continue, professionnelle, par acquis de l'expérience), pour, au moins, des enfants en âge d'obligation d'instruction (6-16 ans).
L'institution scolaire concerne, dans le domaine éducatif, les coutumes, les principes, les règlements, les lois (par exemple, les lois organiques de Jules Ferry), mais aussi les groupements de personnes (par exemple, les personnels enseignants, les lycées agricoles…), mais encore les diplômes d'État, les "ordres de l'enseignement" (primaire, secondaire, supérieur), les fonctions administratives (Recteur, directeur d'école…), les statuts (titulaire/contractuel…), les secteurs (privé/public, laïc/confessionnel)…
L'institution scolaire est une réponse officielle au cri de Charles-Louis Philippe : "Écoles, qu'avez-vous fait de ma jeunesse ?"

## Les grandes institutions scolaires
- VIe siècle av. J.-C. - Ve siècle ap. J.-C. : les druides, caste d'enseignants chez les Gaulois[1]
- 529-1791 : le monopole d'Église sur l'enseignement (concile de Vaison-la-Romaine en 529 ou 527)
- 1191 : trois "actes scolaires" (les lectures, les disputes, les sermons) selon Pierre le Mangeur
- 1215 : l'Université[2]
- 1548 : le collège de jésuites (Ignace de Loyola)
- 1638 : le manuel d'enseignement gradué, pour le maître et pour l'élève (Comenius)
- 1766 : l'agrégation (pour hommes ; pour femmes : 1884)[3]
- 1790 : liberté de l'enseignement : "Tout citoyen a le droit d'ouvrir une école et d'enseigner", avec un diplôme (Joseph Lakanal).
- 1794 : première École normale supérieure (il faut attendre pour les filles 1880, à Fontenay-aux-Roses)
- 1802 : les lycées (pour hommes ; pour femmes : 1880)
- 1806 : l'Université publique (Napoléon, Jean-Antoine Chaptal)
- 1808 : le corps enseignant du secondaire public
- 1808 : le baccalauréat (pour hommes ; pour femmes : 1861)
- 1808 : le Recteur
- 1808 : les palmes académiques
- 1810-1989 : l'école normale primaire, la première à Strasbourg, grâce à Adrien de Lezay-Marnésia[4]. Remplacée par les I.U.F.M. en 1991.
- 1828 : le Ministère de l'instruction publique (Mgr Denis Frayssinous) (en 1932, sous Édouard Herriot : Ministère de l'éducation nationale)
- 1828 : le Bulletin Officiel de l'Éducation Nationale
- 1833 : le service public d'enseignement (François Guizot) (pour les garçons ; pour les filles : 1836)[5]
- 1834 : le manuel scolaire national (Guizot, Lorain)
- 1835 : l'inspection primaire d'État (Guizot)[6]
- 1848 : l'école maternelle (Marie Pape-Carpantier, ou Pauline Kergomard en 1886)[7] (déjà en 1770)
- 1850 : la liberté de l'enseignement (soit laïc soit confessionnel), aide limitée aux établissements privés (comte de Falloux)
- 1869 : la gymnastique, aujourd'hui éducation physique et sportive (Victor Duruy)
- 1879 : l'enseignement agricole (André Thouin)
- 1880 : l'enseignement secondaire public féminin (Camille Sée)
- 1880 : les colonies de vacances[8]
- 1881 : principe républicain de la gratuité absolue de l'enseignement public dans les écoles primaires (Jules Ferry)[9]
- 1882 : principe républicain de l'obligation d'instruction pour garçons et filles et principe républicain de la laïcité de l'enseignement primaire public (Jules Ferry)[10]
- 1882-1990 : le certificat d'études primaires (C.E.P.)
- 1883 : les sciences de l'éducation (Henri Marion)[11]
- 1886 : la laïcisation des personnels des écoles publiques (loi Goblet)
- 1889 : les maîtres d'école devenus fonctionnaires (payés par l'État)
- 1947 : le Brevet d'études du premier cycle du second degré : B.E.P.C[12]., devenu Brevet des collèges
- 1948 : le "droit à l'éducation" (Déclaration universelle des droits de l’homme)
- 1950 : le CAPES (Certificat d’Aptitude au Professorat de l’Enseignement du Second degré : professeurs de collèges et lycées)
- 1954 : le Centre National de Documentation Pédagogique (C.N.D.P.)
- 1959 : l'obligation scolaire portée de treize à seize ans (Jean Berthoin)
- 1959 : le contrat d'association privé/public : sous contrat (Michel Debré)
- 1963 : la "pédagogie institutionnelle" (F. Oury, M. Lobrot) : autogestion (non-directivité et coopération)
- 1967 : les I.U.T. et le Diplôme Universitaire de Technologie (DUT)
- 1971 : le droit à la formation continue
- 1975 : le collège unique (René Haby) : "enseignement commun" dans tous les collèges
- 1976 : l'I.N.R.P. (Institut National de Recherche Pédagogique), à Paris : c'est l'ancien Musée pédagogique, créé en 1879
- 1980 : le M.N.E., Musée national de l’Éducation, à Rouen
- 1981 : le projet d'établissement
- 1982 : la décentralisation (Gaston Defferre) (la déconcentration en 1992)
- 1991 : les I.U.F.M. (loi d'orientation de Lionel Jospin, 1989), qui remplacent les écoles normales primaires (1833)
- 1993 : le CNED (Centre National d'Enseignement à Distance)
- 1993 : télévision, la chaîne éducative (la 5°)
- 1998 : le "médiateur de l'éducation nationale et de l'enseignement supérieur"
- 1998 : la réforme L.M.D. (Licence-Master-Doctorat)
- 1998 : l’Observatoire Européen de la Violence en Milieu Scolaire (Allemagne, Angleterre, Belgique, Espagne, France, Italie, Suisse).
- 1999 : pratique d'évaluation des performances des établissements scolaires[13]
- 2000 : le Code de l'éducation, l'ensemble des lois en vigueur dans le domaine de l'éducation
- 2000 : palmarès des lycées de France (journal L'Express, annuel)
- 2000 : PISA, enquête tous les trois ans auprès des 15 ans dans les 30 pays membres de l’OCDE pour évaluer l’acquisition de savoirs et savoir-faire essentiels[14]
- 2001 : PIRLS, Programme international de recherche en lecture scolaire, pour les enfants de neuf ans[15]
- 2001 : le B2i (Brevet Informatique et Internet)
- 2003 : classement académique des universités mondiales par l'université Jiao Tong de Shanghai
- 2006 : l'espace numérique de travail (E.N.T.), dispositif en technologies de l'information et de la communication (TIC)
- 2009 : le dispositif d'évaluation des acquis des élèves en C.E.1 et C.M.2

## Thèmes
Des questions reviennent :
- la concurrence entre secteur public et secteur privé (confessionnel ou pas)
- les échelons administratifs : Europe, État, région, département, commune.
- la démocratisation et la massification de l'enseignement[16]
- l'articulation entre le primaire (enseignement du premier degré : jusqu'à la 6°, non incluse) et le secondaire (enseignement du second degré)
- la violence à l'école
- la violence symbolique de l'école (Pierre Bourdieu, 1970)[17]
- la légitimité : qui est le plus autorisé à fonder ou critiquer une institution scolaire : les inspecteurs ? les usagers ? le gouvernement ? les pédagogues ?
- l'écart entre le formel et le réel, les lois et les usages, les cours et les stages, le projet et la réalisation
- la multiplicité des regards : on peut considérer la même institution sous les angles historique, sociologique, pédagogique, juridique, économique[18]…
- la rivalité entre l'école et les médias traditionnels (presse, radio, télévision, publicité…)
- la part croissante des TIC (Technologies d'Information et de Communication, dans l'enseignement), comprenant les médias traditionnels et l'Internet
- le clivage entre l'école pour le peuple et l'école pour l'élite sociale[19]

## Approches philosophiques: émancipation ou répression?
Habituellement, les savants voient dans l'institution scolaire une œuvre d'émancipation, de libération, une lutte contre l'obscurantisme, contre les privilèges, pour l'égalité, l'universalité, bref "les Lumières" (Condorcet, Kant, Jules Ferry). Selon Kant :
"L'homme est la seule créature qui soit susceptible d'éducation… La discipline nous fait passer de l'état animal à celui d'homme… L'homme ne peut devenir homme que par l'éducation… L'éducation, d'une part, apprend quelque chose aux hommes, et, d'autre part, ne fait que développer en eux certaines qualités… Celui qui n'est point cultivé est brut ; celui qui n'est pas discipliné est sauvage… Les lumières dépendent de l'éducation, et, à son tour, l'éducation dépend des lumières… Il faut d'abord instituer des écoles expérimentales avant de pouvoir en fonder de normales… Il faut lui [l'enfant] prouver que la contrainte qu'on lui impose a pour but de lui apprendre à faire usage de sa propre liberté." (Kant, Traité de pédagogie, 1776-1787).
D'autres savants présentent l'institution scolaire comme répressive, aliénante.
La théorie critique la plus célèbre est celle de Pierre Bourdieu. Pour lui, l'institution scolaire est un instrument de reproduction sociale (P. Bourdieu et Passeron, Les héritiers, 1964). Bourdieu insiste sur les inégalités de chance, de réussite sociale, et dénonce même une tendance à la « reproduction » des catégories sociales. L’école serait un instrument de reproduction sociale au service des classes dominantes ! Selon Pierre Bourdieu, de génération en génération, les individus ou les groupes d'individus cherchent à maintenir ou à améliorer leur position sociale : c'est le principe de la reproduction sociale. Les stratégies de reproduction doivent évoluer. Se met alors en place une nouvelle stratégie de reproduction, qui va passer par l’école. La réussite scolaire des enfants des classes dominantes ne s'explique pas par leur talent (leur don), mais par leur héritage culturel. Chaque participant au jeu social dispose de ressources, largement léguées par les parents. Ces ressources sont assimilables à des capitaux. Capital culturel : ce sont les connaissances comme la maîtrise de la langue (« le choix du mot juste »), l’amour de l’Art ; cela est utilisable principalement à l’école. Capital économique : c'est l’ensemble des ressources matérielles. Capital social : c’est l’étendue des relations sociales ; par exemple, « on hérite d’un carnet d’adresse ».
Structuraliste et marxiste, Louis Althusser a élaboré en 1970 une théorie de l'État. Il décrit d'abord l'Appareil Répressif d'État (« le Gouvernement, l'Administration, l'Armée, la Police, les Tribunaux, les Prisons, etc. »), qui « fonctionne à la violence ». Il décrit ensuite « les appareils idéologiques d'État », « institutions distinctes et spécialisées », qui « fonctionnent à l'idéologie ». Parmi ces « Appareils Idéologiques d'État » : l'« AIE scolaire (le système des différentes Écoles, publiques et privées) », à côté de l'AIE religieux (Églises), l'AIE familial, l'AIE juridique, l'AIE politique, l'AIE syndical, l'AIE de l'information (presse, radio, télé, etc.), l'AIE culturel (lettres, beaux-arts, sports, etc.).
Divers auteurs tiennent l'école pour un ensemble de procédures excluant l’enfant de son désir (R. Boujedra, La répudiation, 1970 ; R. Scherer, Émile perverti, 1972 ; G. Mannoni, Éducation impossible, 1973 ; Celam, Journal d’un éducateur, 1982).
Ivan Illich voit dans l'école un agent reproducteur de la société de consommation (Ivan Illich, Une société sans école, 1971, trad., Seuil, 1972). L'enseignant pontife est « à la fois pasteur de troupeau, prophète et prêtre ». Illich prône la déscolarisation.
Michel Foucault, en 1975, dénonce dans l’institution scolaire une structure insidieuse d’enfermement (Michel Foucault, Surveiller et punir, 1975). Il conçoit la modernité comme l'âge des sociétés disciplinaires, l'âge des prisons où, à l'instar de l'école et de l'armée, on enferme pour redresser.